# زیاد سترگ دره‌شوری
زیاد سترگ دره‌شوری سیاست‌مدار ایرانی بود، که در  دوره بیستم به‌عنوان نماینده فیروزآباد در مجلس شورای ملی حضور داشت. وی یکی از خان‌های طایفه دره‌شوری از ایل قشقایی بود.